# 千歲台
千歲台（日语：／ Chitosedai */?）是東京都世田谷區的地名。已實施住居表示。郵遞區號157-0071。

## 地理
千歲台位於世田谷區中西部，屬砧地域。南至小田急小田原線，接砧；東至環八通，接櫻丘、船橋；西鄰祖師谷；北臨粕谷、上祖師谷、八幡山。環八通沿線可見商店，其他大部分為住宅區。

## 歷史

### 地名由來
千歲台是1971年（昭和46年）所誕生的新地名。

## 交通

### 鐵路
町域內無鐵路車站，大部分地區可利用小田急小田原線祖師谷大藏站、千歲船橋站。北側一部分離京王線較近。

### 道路
- 東京都道311號環狀八號線
- 東京都道118號調布經堂停車場線

## 設施
- 成城警察署

## 備註
1. ↑  平成25年（2013年）の世田谷区の町丁別人口と世帯数 - 世田谷区